# Qui pluribus
Qui pluribus es la primera encíclica del pontificado del papa Pío IX publicada el 9 de noviembre de 1846. En este documento, el papa condena la doctrina de la indiferencia religiosa, lógica que repite sostenidamente en documentos siguientes como la alocución Singulari quaedam (1854) o en la encíclica Quanto conficiamur moerore (1863), entre otras.
En este contexto, Pío IX reafirma las condenas contra el racionalismo, el fideísmo y el liberalismo político (entendiendo este último como una forma de indiferencia religiosa). Además, condena por primera vez al comunismo, señalando los alcances de la doctrina social que profesa la Iglesia Católica; en efecto, el papa indica que:

«(...) la nefanda doctrina del comunismo, contraria al derecho natural, que, una vez admitida, echa por tierra los derechos de todos, la propiedad, la misma sociedad humana» (Qui pluribus, n. 9).